# Carnaval de Sobral
O Carnaval de Sobral é movimentado especialmente pelos desfiles de escolas de samba e blocos de sujo.

## Escolas de samba
- Acadêmicos do Dom Expedito [4].
- Unidos do Alto do Cristo [4]
- Beija-Flor do Tamarindo [4]
- Estação Primeira do Sinhá Sabóia [4]
- Império dos Terrenos Novos [4]
- Mocidade Independente do Alto da Brasília [4]
- Princesa do Samba - A escola já desfilou mais de 72  vezes, e nunca ganhou o título de campeã. No ano de 2002 ficando em 6º lugar[5] com o enredo "Afrodite e Luiza Homem a Mitologia do Amor". Em 2003 novamente obteve a 5ª colocação com o enredo "De Grécia às Glórias do Teatro São João", e em 2008 classificou-se em 6º lugar[6][7] com o enredo "Efeito Estufa".
- Turma da Favela [4]
- Unidos das Pedrinhas [4]
- Unidos da Vila União

## Resultados

### 2000
| Pos | Escolas                                   | Pts  | Classificação ou rebaixamento | Ref   |
| --- | ----------------------------------------- | ---- | ----------------------------- | ----- |
| 1   | Mocidade Independente do Alto da Brasília | 87   | Campeã de 2000                | [ 8 ] |
| 2   | Unidos das Pedrinhas                      | 69,9 |                               | [ 8 ] |
| 3   | Estação Primeira do Sinhá Sabóia          | 69,9 | [ 8 ]                         |       |
| 4   | Turma da Favela                           | 66   | [ 8 ]                         |       |
| 5   | Princesa do Samba                         | 64,4 | [ 8 ]                         |       |
| 6   | Beija Flor do Tamarindo                   | 87,0 | [ 8 ]                         |       |
| 7   | Unidos do Cristo                          | 57   | [ 8 ]                         |       |
| 8   | Acadêmicos do Dom Expedito                | 55   | [ 8 ]                         |       |

### 2002
| Pos | Escolas                                   | Pts | Classificação ou rebaixamento | Ref   |
| --- | ----------------------------------------- | --- | ----------------------------- | ----- |
| 1   | Mocidade Independente do Alto da Brasília | 79  | Campeã de 2002                | [ 5 ] |
| 1   | Turma da Favela                           | 79  | Campeã de 2002                | [ 5 ] |
| 2   | Estação Primeira do Sinhá Sabóia          | 74  |                               | [ 5 ] |
| 3   | Acadêmicos do Dom Expedito                | 73  | [ 5 ]                         |       |
| 4   | Unidos das Pedrinhas                      | 70  | [ 5 ]                         |       |
| 5   | Princesa do Samba                         | 61  | [ 5 ]                         |       |
| 5   | Alto do Cristo                            | 61  | [ 5 ]                         |       |

### 2006
| Pos | Escolas                                   | Pts | Classificação ou rebaixamento | Ref   |
| --- | ----------------------------------------- | --- | ----------------------------- | ----- |
| 1   | Unidos das Pedrinhas                      | N/D | Campeã de 2006                | [ 9 ] |
| 2   | Acadêmicos do Sinhá Sabóia                | N/D |                               | [ 9 ] |
| 3   | Alto do Cristo                            | N/D | [ 9 ]                         |       |
| 4   | Acadêmicos de Dom Expedito                | N/D | [ 9 ]                         |       |
| 5   | Mocidade Independente do Alto da Brasília | N/D | [ 9 ]                         |       |
| 6   | Beija-Flor                                | N/D | [ 9 ]                         |       |
| 7   | Princesa do Samba                         | N/D | [ 9 ]                         |       |
| 8   | Várzea Grande                             | N/D | [ 9 ]                         |       |
| 9   | Império dos Terrenos Novos                | N/D | [ 9 ]                         |       |

### 2008
| Pos | Escolas                                   | Pts   | Classificação ou rebaixamento | Ref   |
| --- | ----------------------------------------- | ----- | ----------------------------- | ----- |
| 1   | Acadêmicos do Dom Expedito                | 78    | Campeã de 2008                | [ 6 ] |
| 1   | Unidos do Alto do Cristo                  | 78    | Campeã de 2008                | [ 6 ] |
| 2   | Império dos Terrenos Novos                | 72,50 |                               | [ 6 ] |
| 2   | Estação Primeira do Sinhá Sabóia          | 72,50 | [ 6 ]                         |       |
| 3   | Mocidade Independente do Alto do Brasília | 71,50 | [ 6 ]                         |       |
| 4   | Princesa do Samba                         | 71    | [ 6 ]                         |       |
| 5   | Unidos das Pedrinhas                      | 67    | [ 6 ]                         |       |
| 6   | Camisa Verde                              | 61,50 | [ 6 ]                         |       |

### 2009
| Pos | Escolas                                   | Pts | Classificação ou rebaixamento | Ref          |
| --- | ----------------------------------------- | --- | ----------------------------- | ------------ |
| 1   | Acadêmicos do Dom Expedito                | N/D | Campeã de 2009                | [ 6 ] [ 10 ] |
| 2   | Estação Primeira de Sinhá Sabóia          | N/D |                               | [ 6 ] [ 10 ] |
| 3   | Mocidade Independente do Alto da Brasília | N/D | [ 6 ] [ 10 ]                  |              |
| 4   | Unidos do Alto do Cristo                  | N/D | [ 6 ] [ 10 ]                  |              |

### 2010
| Pos | Escolas                            | Pts  | Classificação ou rebaixamento | Ref    |
| --- | ---------------------------------- | ---- | ----------------------------- | ------ |
| 1   | Unidos do Alto do Cristo           | 78,5 | Campeã de 2010                | [ 10 ] |
| 2   | Estação Primeira do Sinhá Saboia   | 77   |                               | [ 10 ] |
| 3   | Acadêmicos do Dom Expedito         | 76,5 | [ 10 ]                        |        |
| 4   | Alto da Brasília                   | 74,5 | [ 10 ]                        |        |
| 5   | Dom José                           | 67   | [ 10 ]                        |        |
| 6   | Unidos das Pedrinhas               | 64   | [ 10 ]                        |        |
| 7   | Beija-Flor do Parque Santo Antônio | 62,5 | [ 10 ]                        |        |

### 2011
| Pos | Escolas                                   | Pts  | Classificação ou rebaixamento | Ref    |
| --- | ----------------------------------------- | ---- | ----------------------------- | ------ |
| 1   | Acadêmicos do Dom Expedito                | 78   | Campeã de 2011                | [ 11 ] |
| 2   | Estação Primeira do Sinhá Sabóia          | 75,5 |                               | [ 11 ] |
| 3   | Unidos do Alto do Cristo                  | 75   | [ 11 ]                        |        |
| 4   | Mocidade Independente do Alto da Brasília | 70   | [ 11 ]                        |        |
| 5   | Império dos Terrenos Novos                | 59   | [ 11 ]                        |        |
| 6   | Unidos da Vila União                      | 56   | [ 11 ]                        |        |

### 2012
| Pos | Escolas                                | Pts  | Classificação ou rebaixamento | Ref    |
| --- | -------------------------------------- | ---- | ----------------------------- | ------ |
| 1   | Unidos do Alto do Cristo               | 74.5 | Campeã de 2012                | [ 12 ] |
| 2   | Estação Primeira do Sinhá Saboia       | 71,5 |                               | [ 12 ] |
| 3   | Acadêmicos do Dom Expedito             | 71   | [ 12 ]                        |        |
| 4   | Mocidade Independente Alto da Brasília | 67   | [ 12 ]                        |        |
| 5   | Unidos da Vila União                   | 64,5 | [ 12 ]                        |        |
| 6   | Império dos Terrenos Novos             | 59   | [ 12 ]                        |        |
| 7   | Unidos das Pedrinhas                   | 58   | [ 12 ]                        |        |

### 2013
| Pos | Escolas                                   | Pts   | Classificação ou rebaixamento | Ref    |
| --- | ----------------------------------------- | ----- | ----------------------------- | ------ |
| 1   | Estação Primeira do Sinhá Sabóia          | 156   | Campeã de 2013                | [ 13 ] |
| 2   | Acadêmicos do Dom Expedito                | 154   |                               | [ 13 ] |
| 3   | Unidos do Alto do Cristo                  | 147,5 | [ 13 ]                        |        |
| 4   | Mocidade Independente do Alto da Brasília | 139,5 | [ 13 ]                        |        |
| 5   | Unidos da Vila União                      | 132,5 | [ 13 ]                        |        |
| 6   | Unidos das Pedrinhas                      | 127,5 | [ 13 ]                        |        |
| 7   | Impérios dos Terrenos Novos               | 127,5 | [ 13 ]                        |        |

### 2014
| Pos | Escolas                                   | Pts   | Classificação ou rebaixamento | Ref           |
| --- | ----------------------------------------- | ----- | ----------------------------- | ------------- |
| 1   | Estação Primeira do Sinhá Sabóia          | 151,5 | Campeã de 2014                | [ 14 ] [ 15 ] |
| 2   | Unidos do Alto do Cristo                  | 145   |                               | [ 14 ] [ 15 ] |
| 3   | Acadêmicos do Dom Expedito                | 144,5 | [ 14 ] [ 15 ]                 |               |
| 4   | Princesa do Samba                         | 128,5 | [ 14 ] [ 15 ]                 |               |
| 5   | Unidos da Vila União                      | 124   | [ 14 ] [ 15 ]                 |               |
| 6   | Mocidade Independente do Alto da Brasília | 122   | [ 14 ] [ 15 ]                 |               |
| 7   | Império dos Terrenos Novos                | 114   | [ 14 ] [ 15 ]                 |               |

## Enredos das Escolas de Samba Campeãs de Sobral
- Escolas de samba de Sobral [4]
- Enredo Das Escolas Campeãs de Sobral
- 2000 "Brasil 500 Anos" Mocidade
- 2001 "Atlântida" Mocidade
- 2002 " Antigos Carnavais" Mocidade
- 2002 "Luciano Feijão o Fera da Educação" Turma da Favela
- 2003 "Guaraná, Fruto do Amor" Dom Expedito
- 2004 "Arte, Vida e Poesia - O Menestrel da Educação" Unidos das Pedrinhas
- 2005 "A Lei da Relatividade, Albert Einstein Unidos das Pedrinhas
- 2006 "Simbiose Cultural" Unidos das Pedrinhas
- 2007 "Deuses da Divindade" Unidos do Alto do Cristo
- 2008 "O Egito cai no Samba, meu Faraó é rei e Bamba" Unidos do Alto do Cristo
- 2008 "Do Egito a Sobral, a realeza da mulher!" Dom Expedito
- 2009 "IN VINO VERITAS. No vinho a verdade: o néctar sagrado dos deuses" Dom Expedito
- 2010 "Nordeste. O Brasil nasceu aqui." Unidos do Alto do Cristo
- 2011 "A Magia do Circo sob o olhar de uma Criança" Dom Expedito
- 2012  "José Ribeiro Dias, uma História de Luta, Amor e Fé" Unidos do Alto do Cristo
- 2013 "Monumentos Sobralenses" Sinhá Sabóia
- 2014 "Fortaleza, capital do meu Ceará, terra da luz. Sinhá Sabóia
- 2016 "Preces e Romarias – as lágrimas do céu inundam de esperança a fé do sertanejo" Unidos do Alto do Cristo
- 2016 "Terra da luz, terra do sol, na minha terra tem cultura, cultura tem no meu Ceará Princesa do Samba
- 2017 "Ariano Suassuna, O imperador do Sertão" Princesa do Samba
- 2018 "É Brinquedo é Brincadeira" Princesa do Samba
- 2019 "Juazeiro, Berço da Cultura e Fé Nordestina" Princesa do Samba
- 2020 "Sou cabra da peste, sou do Brasil, sou nação Nordeste." Princesa do Samba